# Ризвановићи
Ризвановићи су насељено мјесто у граду Приједору, Република Српска, БиХ. Према попису становништва из 1991. у насељу је живјело 1.571 становника.

## Становништво
| Националност       | 1991.          | 1981.          | 1971.          |
| Муслимани          | 1.551 (98,72%) | 1.104 (77,04%) | 1.171 (99,74%) |
| Срби               | 3 (0,19%)      | 0              | 0              |
| Хрвати             | 1 (0,06%)      | 1 (0,06%)      | 1 (0,08%)      |
| Југословени        | 10 (0,63%)     | 324 (22,60%)   | 0              |
| остали и непознато | 6 (0,38%)      | 4 (0,27%)      | 2 (0,17%)      |
| Укупно             | 1.571          | 1.433          | 1.174          |

1. ↑  Муслимани се данас изјашњавају као Бошњаци.